# Patrice Pognan
Patrice Pognan (né à Paris en 1946) est un linguiste français spécialiste du traitement automatique des langues (TAL). Ses recherches portent sur le système linguistique et la calculabilité des langues slaves occidentales et du berbère.

## Biographie
Après avoir été maître-assistant, puis professeur à l'université de Bordeaux III, il succède à Yves Millet à l'Institut national des langues et civilisations orientales, où il enseigne la langue tchèque jusqu'en 2014. C'est Ivan Šmilauer (d), l'un de ses élèves, qui a repris l'enseignement de la langue et de la grammaire tchèques.
Il est nommé professeur invité (hostující profesor) à la faculté de mathématiques et de physique de l'université Charles de Prague le 1er avril 2021 avec pour rattachement l'Institut de linguistique formelle et appliquée (Ústav formální a aplikované lingvistiky (d)).